# Colona velutinosa
Colona velutinosa är en malvaväxtart som beskrevs av André Joseph Guillaume Henri Kostermans. Colona velutinosa ingår i släktet Colona och familjen malvaväxter. Inga underarter finns listade i Catalogue of Life.